# Сичов Дмитро Євгенович
Дмитро Євгенович Сичов (рос. Дмитрий Евгеньевич Сычёв, нар. 26 жовтня 1983, Омськ) — російський футболіст, нападник «Волги».
Насамперед відомий виступами за «Локомотив» (Москва), в якому провів більшу частину кар'єри, а також національну збірну Росії.

## Клубна кар'єра
У дорослому футболі дебютував 2000 року виступами за «Спартак» (Тамбов), в якому виступав до початку 2002 року, поки не перейшов у «Спартак» (Москва), де провів один сезон, взявши участь у 18 матчах чемпіонату. У складі московського «Спартака» був одним з головних бомбардирів команди, маючи середню результативність на рівні 0,5 голу за гру першості.

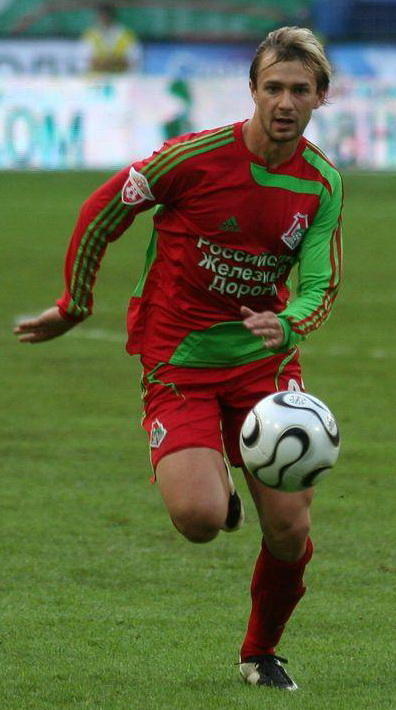
Дмитро Сичов gsl час виступав за [Локомотив (Москва)

Своєю грою за цю команду привернув увагу представників тренерського штабу французького «Марселя», до складу якого приєднався в грудні 2002 року. Проте, закріпитися в складі команди з Марселя Дмитро не зумів, програвши конкуренцію Дід'є Дрогба, Мідо та Стіву Марле.
У січні 2004 року повернувся на батьківщин підписавши контракт з московським «Локомотивом», яке заплатило за футболіста 4 млн євро. Вже в першому сезоні Сичов зміг себе показати. забивши 15 голів протягом сезону, завдяки чому Дмитро став найкращим футболістом в країні. Однак, наступний сезон став переломним моментом в кар'єрі Сичова: на початку серпня, при відкритті сезону Дмитро отримав розрив хрестоподібної зв'язки. Після відновлення Сичов так і не повернувся на свій колишній рівень, незважаючи на це наприкінці 2009 року Дмитро Сичов у віці 26 років був визнаний найдосвідченішим гравцем «Локомотива». Разом з командою Сичов став чемпіоном Росії, а також володарем Суперкубка та Кубка країни
На початку 2013 року Дмитро на правах оренди перейшов в мінське «Динамо», а влітку, після завершення терміну оренди з мінчанами, був орендований «Волгою».

## Виступи за збірну
27 березня 2002 року дебютував в офіційних матчах у складі національної збірної Росії в товариській грі проти збірної Естонії. 
У складі збірної був учасником чемпіонату світу 2002 року в Японії і Південній Кореї, чемпіонату Європи 2004 року у Португалії та чемпіонату Європи 2008 року в Австрії та Швейцарії.
Протягом кар'єри у національній команді, яка тривала дев'ять років, провів у формі головної команди країни 47 матчів, забивши 15 голів.

## Статистика виступів

### Клубна кар'єра
(поновлено станом на 15 липня 2013 року) 
| Клуб                    | Сезон             | Ліга | Ліга | Кубок | Кубок | Кубок ліги | Кубок ліги | Суперкубок | Суперкубок | Єврокубки | Єврокубки | Разом | Разом |
| Клуб                    | Сезон             | Ігри | Голи | Ігри  | Голи  | Ігри       | Голи       | Ігри       | Голи       | Ігри      | Голи      | Ігри  | Голи  |
| ----------------------- | ----------------- | ---- | ---- | ----- | ----- | ---------- | ---------- | ---------- | ---------- | --------- | --------- | ----- | ----- |
| Спартак (Тамбов)        | 2000 (2000/01)    | 16   | 3    | 0     | 0     | —          | —          | —          | —          | —         | —         | 16    | 3     |
| Спартак (Тамбов)        | 2001 (2001/02)    | 26   | 6    | 1     | 1     | —          | —          | —          | —          | —         | —         | 27    | 7     |
| Спартак (Тамбов)        | Разом             | 42   | 9    | 1     | 1     | —          | —          | —          | —          | —         | —         | 43    | 10    |
| Спартак (Москва)        | 2002 (2002/03)    | 18   | 9    | 1     | 1     | —          | —          | —          | —          | 0         | 0         | 19    | 10    |
| Спартак (Москва)        | Разом             | 18   | 9    | 1     | 1     | —          | —          | —          | —          | 0         | 0         | 19    | 10    |
| Олімпік (Марсель)       | 2002/03           | 17   | 3    | 1     | 0     | 2          | 1          | —          | —          | —         | —         | 20    | 4     |
| Олімпік (Марсель)       | 2003/04           | 16   | 2    | 1     | 0     | 1          | 0          | —          | —          | 6         | 1         | 24    | 3     |
| Олімпік (Марсель)       | Разом             | 33   | 5    | 2     | 0     | 3          | 1          | —          | —          | 6         | 1         | 44    | 7     |
| Локомотив (Москва)      | 2003 (2003/04)    | —    | —    | 3     | 2     | —          | —          | —          | —          | —         | —         | 3     | 2     |
| Локомотив (Москва)      | 2004 (2004/05)    | 27   | 15   | 2     | 0     | —          | —          | —          | —          | —         | —         | 29    | 15    |
| Локомотив (Москва)      | 2005 (2005/06)    | 21   | 6    | 2     | 0     | —          | —          | 1          | 0          | 2         | 2         | 26    | 8     |
| Локомотив (Москва)      | 2006 (2006/07)    | 24   | 7    | 6     | 5     | —          | —          | —          | —          | 2         | 0         | 32    | 12    |
| Локомотив (Москва)      | 2007 (2007/08)    | 29   | 11   | 0     | 0     | —          | —          | —          | —          | 5         | 1         | 34    | 12    |
| Локомотив (Москва)      | 2008 (2008/09)    | 26   | 7    | 2     | 0     | —          | —          | 1          | 0          | —         | —         | 29    | 7     |
| Локомотив (Москва)      | 2009 (2009/10)    | 27   | 13   | 0     | 0     | —          | —          | —          | —          | —         | —         | 27    | 13    |
| Локомотив (Москва)      | 2010 (2010/11)    | 27   | 8    | 1     | 0     | —          | —          | —          | —          | 2         | 1         | 30    | 9     |
| Локомотив (Москва)      | 2011/12           | 40   | 6    | 3     | 0     | —          | —          | —          | —          | 10        | 6         | 53    | 12    |
| Локомотив (Москва)      | 2012/13           | 3    | 0    | 1     | 2     | —          | —          | —          | —          | —         | —         | 4     | 2     |
| Локомотив (Москва)      | Разом             | 224  | 73   | 20    | 9     | —          | —          | 2          | 0          | 21        | 10        | 267   | 92    |
| Динамо (Мінськ)         | 2012 (2012/13)    | —    | —    | 2     | 1     | —          | —          | —          | —          | —         | —         | 2     | 1     |
| Динамо (Мінськ)         | 2013 (2013/14)    | 11   | 0    | —     | —     | —          | —          | —          | —          | 2         | 2         | 13    | 0     |
| Динамо (Мінськ)         | Разом             | 11   | 0    | 2     | 1     | —          | —          | —          | —          | 2         | 2         | 15    | 3     |
| Волга (Нижній Новгород) | 2013/14           | 0    | 0    | 0     | 0     | —          | —          | —          | —          | —         | —         | 0     | 0     |
| Волга (Нижній Новгород) | Разом             | 0    | 0    | 0     | 0     | —          | —          | —          | —          | —         | —         | 0     | 0     |
| Всього за кар'єру       | Всього за кар'єру | 328  | 96   | 26    | 12    | 3          | 1          | 2          | 0          | 29        | 13        | 387   | 122   |

### Статистика виступів за збірну

#### Голи за збірну
| Дата     | Місто              | Господарі  | Результат | Гості     | Турнір                  | Голи | Примітки |
| -------- | ------------------ | ---------- | --------- | --------- | ----------------------- | ---- | -------- |
| 19/05/02 | Москва             | Росія      | 1 – 1     | Югославія | товариський матч        | 1    |          |
| 14/06/02 | Фукурой (Сідзуока) | Бельгія    | 3 – 2     | Росія     | ЧС 2002 - груповий етап | 1    |          |
| 11/10/03 | Москва             | Росія      | 3 – 1     | Грузія    | Відбір до ЧЄ 2004       | 1    |          |
| 31/03/04 | Софія (місто)      | Болгарія   | 2 – 2     | Росія     | товариський матч        | 2    |          |
| 18/08/04 | Москва             | Росія      | 4 – 3     | Литва     | товариський матч        | 1    |          |
| 09/10/04 | Люксембург (місто) | Люксембург | 0 – 4     | Росія     | Відбір до ЧС 2006       | 3    |          |
| 17/11/04 | Краснодар          | Росія      | 4 – 0     | Естонія   | Відбір до ЧС 2006       | 1    |          |
| 11/10/06 | Санкт-Петербург    | Росія      | 2 – 0     | Естонія   | Відбір до ЧЄ 2008       | 1    |          |
| 02/06/07 | Санкт-Петербург    | Росія      | 4 – 0     | Андорра   | Відбір до ЧЄ 2008       | 1    |          |
| 22/08/07 | Москва             | Росія      | 2 – 2     | Польща    | товариський матч        | 1    |          |
| 21/11/07 | Андорра-ла-Велья   | Андорра    | 0 – 1     | Росія     | Відбір до ЧЄ 2008       | 1    |          |
| 23/05/08 | Москва             | Росія      | 6 – 0     | Казахстан | товариський матч        | 1    |          |
| Усього   |                    | Матчів     | 45        |           | Голів                   | 15   |          |

## Досягнення

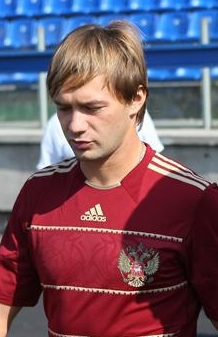
Дмитро Сичов у складі збірної Росії. 9 серпня 2010 року

### Командні
- Переможець Меморіалу Гранаткіна (юнаки до 18 років): 2001
- Чемпіон Росії: 2004
- Переможець Кубка чемпіонів Співдружності: 2005
- Володар Суперкубка Росії: 2005
- Володар Кубка Росії: 2006/07

### Особисті
- Найкращий бомбардир Меморіалу Гранаткіна (юнаки до 18 років): 2001
- Найкращий бомбардир Кубка чемпіонів Співдружності: 2002
- Найкращий перший нападник, найкращий новачок, найкращий юніор Чемпіонату Росії та найкращий кандидат у молодіжну збірну за оцінками «Спорт-Експрес» (середній бал — 6,08): 2002
- В списках 33 найкращих футболістів чемпіонату Росії (4) : № 1 (2004); № 2 (2005); № 3 (2007, 2009)
- Футболіст року в Росії («Спорт-Експрес»): 2004
- Футболіст року в Росії (тижневик «Футбол»): 2004
- Найкращий футболіст Чемпіонату Росії за оцінками «Спорт-Експрес» (середній бал — 6,30): 2004
- Найкращий кандидат у молодіжну збірну та найкращий перший нападник за оцінками «Спорт-Експрес» (середній бал — 6,21): 2005
- Найкращий перший нападник за оцінками «Спорт-Експрес» (середній бал — 5,94): 2006
- Член «Клубу 100» російських бомбардирів (з 29 листопада 2009 року): 127 голів